# Mástron
Mástron (Mastro) är en ort i Grekland.   Den ligger i prefekturen Nomós Aitolías kai Akarnanías och regionen Västra Grekland, i den centrala delen av landet, 220 km väster om huvudstaden Aten. Mástron ligger 16 meter över havet och antalet invånare är 406.
Terrängen runt Mástron är platt åt sydväst, men åt nordost är den kuperad. Närmaste större samhälle är Mesolóngi, 15,1 km sydost om Mástron. 